# Дъглас Феърбанкс
Дъглас Елтън Томас Улман Феърбанкс-старши (на английски: Douglas Elton Thomas Ullman Fairbanks, Sr.,) е американски актьор, една от най-големите звезди от епохата на нямото кино. 
Един проницателен бизнесмен – Феърбанкс, разбирайки изцяло потенциала на киното, става един от основателите на филмовото студио Юнайтед Артистс. Той е също така един от основателите на академията „The Motion Picture“ и е водещ на първата церемония по раздаването на академичните награди „Оскар“ през 1929 година.
След брака си с най-известната актриса на това време – Мери Пикфорд през 1920 г., двойката става най-известната в Холивуд, а Феърбанкс по-нататък е наричан с прозвището „Кралят на Холивуд“.

## Биография
Дъглас Елтън Улман е роден на 23 май 1883 г. в Денвър, щата Колорадо, в семейството на успешен бизнесмен и адвокат. В детството си се занимава активно с езда, фехтовка, лека атлетика, увлича се от театъра.
След като завършва средно училище, записва в Харвардски университет, но скоро след това обявява на своя баща, че смята да започне кариера в киното, в резултат на което е лишен от финансовата му поддръжка, и със собствени средства заминава за Европа. Работи като земекопач, при строителството на парижкото метро, а по-късно и на лондонското пристанище.
Преди да се върне в САЩ през 1900 година, работи като матрос на товарен кораб. След като се завръща в родината, работи за кратко като продавач, а по-късно започва работа на Уол Стрийт, като едновременно с това учи актьорско майсторство.

### Кариера
През 1902 година успешно дебютира като театрален актьор на Бродуей, приемайки псевдонима „Дъглас Фербанкс“.
През 1907 година се жени за наследницата на богат бизнесмен Анна Бет Съли и зарязва сцената. В началото на 1909 година им се ражда син Дъглас Фербанкс-младши. През същата година компанията, която притежава неговата съпруга, фалира и Дъглас се завръща към актьорската кариера, като към 1912 година вече е придобил висока популярност, благодарение на филмите, в които участва.
През 1915 година е поканен заедно с някои други известни тогава актьори да се присъединят към кинокомпанията „Triangle Pictures“.
Първият филм на Дъглас е „Агнето“ (The Lamb, 1915 г.), който е режисиран от Уилям Кристи Кабан, по сценарий на Дейвид Грифит, в който Дъглас играе главната роля. Във филма Феърбанкс показва забележителни спортни данни, които ще получат широко внимание сред публиката..
През 1916 г. Феърбанкс създава своя собствена кинокомпания – „Дъглас Феърбанкс Филм Корпорейшън“, и скоро след това започва работа за студиото Paramount Pictures. До 1918 година, Феърбанкс вече е най-популярният актьор в Холивуд, и е третият най-високо платен актьор по това време.
Феърбанкс среща за първи път известната актриса Мери Пикфорд през 1916 г. и скоро двамата започват интимна връзка. През 1917 г. двойката се присъединява към инициативата на един от най-добрите приятели на Феърбанкс – Чарли Чаплин, в продажбата на военни облигации, които продават обикаляйки САЩ с влак. Мери Пикфорд и Чаплин са двете най-високо платени кинозвезди в Холивуд по това време. За да се съкрати астрономическите заплати на тези звезди, големите кино студия се опитват да монополизират дистрибуцията и изложенията.
През 1918 година Феърбанкс и Анна Съли започват процедура на развод, като двамата официално прекратяват брака си през 1919 година.
За да избегне контрола от студията и за да запази своята независимост, Феърбанкс, Пикфорд, Чаплин, и Дейвид Грифит формират новата киностудия United Artists, през 1919 г., с което създават и своя собствена дистрибуция и получават пълен творчески контрол върху своите филми и печалбите, генерирани от тях. Фирмата оцелява в годините непосредствено след създаването ѝ, до голяма степен заради успеха на филмите на Феърбанкс.
Феърбанкс иска Пикфорд да стане негова жена, но тя все още е омъжена за актьора Оуен Мур. Той ѝ поставя ултиматум да се разведе. Скоро след това тя получава бърз развод в малкия град в щата Невада – Минден, на 2 март 1920 година.
Двойката се жени на 28 март 1920 година. Разводът на Пикфорд и Мур е оспорен от законодателите на щата Невада, като спорът не е уреден до 1922 година. Въпреки че законодателите се противопоставят на брака на двете кинозвезди, двамата заминават на меден месец в Европа, посещавайки Лондон и Париж. Двамата са посрещнати от огромни тълпи почитатели в двата европейски мегаполиса, ставайки първите две холивудски знаменитости, които се свързват в брак.
До 1920 година Феърбанкс е снимал вече 29 филма (28 пълнометражни и един късометражен), които го представят на публиката като буен човек, с отлични атлетически способности. В един от най-популярните му филми – „Знакът на Зоро“, Феърбанкс комбинира своята отлична физика с приключенски дух и красиви сценични костюми. Този филм има страхотен успех и се отплаща на актьора, поставяйки го в редицата от суперзвезди на световното кино.
За останалата част от кариерата си в немите филми той продължава да участва в още по-сложни и впечатляващи филми, като „Тримата мускетари“ (1921), „Робин Худ“ (1922), „Крадецът от Багдад“ (1924), „Черният пират“ (1926 г., който е и първият пълнометражен филм, заснет на Technicolor), и „Гаучо“ (1927). Феърбанкс не пести разходи и усилия в тези филми, с който се установява нов стандарт за всички бъдещи приключенски филми.
През 1921 г. Дъглас, Пикфорд, Чаплин, и други актьори, създават фонд към Motion Picture, за подпомагане на хора от киноиндустрията, които не могат да си намерят работа, възпрепятствани са да работят или не са в състояние да си покриват сметките.
По време на първата церемония в този си вид, Феърбанкс и Пикфорд поставят отпечатъци от ръката и крака си в мокър цимент, в новооткрития „Китайски театър на Груман“ в Холивуд, на 30 април 1927 година. Феърбанкс е избран за първи президент на Академията за филмово изкуство и наука и в същата година той връчва първите награди на академията, в офиса му във филмовото студио.
Феърбанкс също има звезда в Холивудската Алея на славата, намираща се на булевард „Холивуд“ 7020.
Последния му ням филм е високобюджетният „Желязната маска“ (1929), продължение на фирма от 1921 г. „Тримата мускетари“, който включва встъпителен пролог, четен от Феърбанкс. Докато кариерата на Феърбанкс процъфтява в нямото кино, ограниченията, поставени от ранното кино със звук, притъпяват любовта му към киното. Също така отличните му физически способности и общото здравословно състояние започват да се влошават, което отчасти се дължи на дългогодишното му пушене на цигари и то в сериозни количества. Той и Пикфорд избират да направят първия си джойнт венчър, играеки Петручио и Кейт във филма по Шекспир „Укротяване на опърничавата“ (1929). Този филм, както и следващите му филми с аудио, са слаби, нещо което се получава отчасти и заради епохата на Великата депресия. Последният филм, в който той участва, е британската продукция „Дон Жуан“ (1934), след което той се оттегля от актьорската кариера.

### Смърт
На 12 декември 1939 г. Феърбанкс получава инфаркт. Той почива по-късно същия ден в дома си в Санта Моника на 56 години.  Съобщава се, че последните му думи са били: „Никога не съм се чувствал по-добре.“   Погребението му се провежда в църквата Уи Кърк О,Хедър в гробището мемориален парк Форест Лоун в Глендейл, където той е поставен в крипта в Големия мавзолей.
Две години след смъртта му тялото му е изнесено от Форест Лоун от вдовицата му Силвия, която поръчва сложен мраморен паметник за него, включващ дълъг правоъгълен отразяващ басейн, издигната гробница и класическа гръцка архитектура в гробището Холивуд форевър в Лос Анджелис. Паметникът е осветен на церемония, проведена през октомври 1941 г., като близкия приятел на Феърбанкс Чарли Чаплин чете възпоменание. Останките на неговия син, Дъглас Феърбанкс младши, също са погребани там след смъртта му през май 2000 г.